# Катастрофа L-410 близ Красноярска
Катастрофа L-410 близ Красноярска — авиационная катастрофа, произошедшая в пятницу 20 января 1995 года. Лёгкий многоцелевой авиалайнер Let L-410UVP авиакомпании «Абакан-Авиа» выполнял плановый внутренний рейс ABG 107 по маршруту Красноярск—Абакан, но при вылете из аэропорта Красноярска его двигатель № 2 по неустановленным причинам начал работать неисправно; из-за этого самолёт снова сел обратно на ВПП и при этом у него изменился курс взлёта. Со второй попытки, не прерывая взлёт, пилоты всё же подняли лайнер в воздух, но уже через несколько секунд после взлёта он врезался в деревья и разрушился. Из находившихся на его борту 19 человек (2 пилота и 17 пассажиров) погибли 3.

## Самолёт
Let L-410UVP (регистрационный номер RA-67120, заводской 790316, серийный 03-16) был выпущен в октябре 1979 года на заводе LET и в том же месяце совершил первый полёт. 30 октября того же года был передан неизвестной авиакомпании, в которой получил бортовой номер СССР-67120. 31 июля 1980 года был передан Абаканскому ОАО (Красноярское УГА авиакомпании «Аэрофлот»; с июня 1993 года находился на хранении. 25 ноября 1993 года был перерегистрирован (борт RA-67120) и был куплен авиакомпанией «Абакан-Авиа». Оснащён двумя турбовинтовыми двигателями General Electric H80-200.

## Экипаж
Экипаж рейса ABG 107 состоял из двух пилотов:
- Командир воздушного судна (КВС) — Евгений П. Жмулёв.
- Второй пилот — Юрий Нестеров.

## Хронология событий
20 января 1995 года Let L-410UVP борт RA-67120 должен был совершить рейс ABG 107 из Красноярска в Абакан. Перед вылетом пилоты совершили посадку 13 зарегистрированных пассажиров, но уже после закрытия входной двери к самолёту прибыли ещё 4 безбилетных пассажира (2 взрослых и 2 ребёнка (2 и 10 лет)) с багажом; в нарушение требований эти 4 пассажира находились на 2 креслах (дети сидели на коленях у взрослых). Взлётный вес самолёта составлял 6078 килограммов, что на 278 килограммов больше предельно-допустимого. Взлёт из аэропорта Красноярска проводился в простых метеорологических условиях, закрылки были выпущены на 15°. Регулируемый упор ограничителя максимальных оборотов находился на отметке «30» вместо положенного значения «22,5» для данных погодных условий.
В процессе взлёта на приборной скорости 148 км/ч практически одновременно с началом подъёма носовой стойки шасси произошло первое падение оборотов газогенератора двигателя № 2 (правого) со взлётного режима до 86 % тяги, которое привело к уклонению самолёта от направления разбега. Экипаж уменьшил режим двигателей со взлётного до малого газа. Из-за этого рейс 107 приземлился на ВПП в 1100 метрах от её конца на скорости 160 км/ч. Действия экипажа по прекращению взлёта не противоречили требованиям руководства по лётной эксплуатации (РЛЭ) L-410, так как данная ситуация обеспечивала безопасное прекращение взлёта в пределах ВПП.
После приземления самолёт 9 секунд продолжал разбег по ВПП на режиме двигателей малого газа, а его приборная скорость уменьшилась до 127 км/ч. В 750 метрах от конца ВПП режим работы двигателей был повторно увеличен до взлётного и пилоты продолжили взлёт; продолжение экипажем взлёта без выяснения и устранения причин отказа двигателя № 2, вызвавшего необходимость парирования отклонения самолёта от заданного направления на разбеге путем уменьшения режима работы двигателей до малого газа (то есть необходимость фактического прекращения взлёта) не соответствовало требованиям РЛЭ L-410.
В 500 метрах от конца ВПП на скорости 155 км/ч и снова при подъёме носовой стойки шасси тяга двигателя № 2 снова уменьшилась до 84-88 %, но экипаж снова продолжил взлёт и со второй попытки рейс ABG 107 оторвался от взлётной полосы. В процессе набора высоты пилотам удалось практически полностью сбалансировать лайнер в боковом канале, но в процессе балансировки он развернулся со взлётного курса (289°) на курс 320—323°. Через 14 секунд после отрыва от ВПП экипаж провёл флюгирование винтов двигателя № 2 с его последующим отключением. После второго отрыва лайнера от ВПП режим нормально работающего двигателя № 1 (левого) был увеличен до чрезвычайного режима в соответствии с РЛЭ L-410. При этом на этапе набора высоты пилотами были допущены отклонения от требований РЛЭ при отказе двигателя самолёта на взлете (на высоте 3-5 метров не были убраны шасси, а набор высоты выполнялся на приборной скорости 165 км/ч вместо рекомендованной 145 км/ч); также из-за нарушения предельно-допустимого значения веса самолёта (4 безбилетных пассажира) его скороподъёмность уменьшилась с возможных 3 м/сек до 0,7 м/сек.
В 19:13 по местному времени рейс ABG 107 врезался в деревья высотой примерно 25 метров и полностью разрушился. Катастрофа произошла в 930 метрах после конца ВПП аэропорта Красноярска и в 450 метрах правее её оси. Из 19 человек на борту самолёта погибли 3 — оба пилота и 1 пассажир (взрослый ребёнок, которому не было предоставлено кресло с ремнём безопасности); остальные 16 пассажиров выжили, 13 из них получили ранения различной степени тяжести.

## Расследование
Несмотря на полный объём исследований деталей и агрегатов систем самолёта и двигателей, которые продолжались в различных организациях России и Украины более 1 года, сделать однозначных выводов о причинах снижения режима работы двигателя № 2 на взлёте не удалось из-за отсутствия полных сведений о результатах ранее проведённых на заводе-изготовителе разбившегося самолёта исследований отказавших центральных электронных блоков ограничителей (ЦЭБО) и других агрегатов.
Комиссией было установлено, что экипаж рейса ABG 107 в данном составе (КВС Жмулёв и второй пилот Нестеров) до катастрофы проходил тренаж в кабине вместо тренировки на тренажёре, что является нарушением. Методика проведения тренажа в кабине, разработанная в лётном комплексе авиакомпании «Абакан-Авиа» и утверждённая в Красноярском региональном управлении воздушного транспорта, не была утверждена Департаментом воздушного транспорта Министерства транспорта РФ, что является нарушением требований. Тренаж в кабине самолёта L-410 по действиям экипажа при продолженном взлёте в случае отказа одного двигателя является потенциально опасным, так как из-за этого исключается возможность правильных действий по постановке рычага управления двигателем на упор чрезвычайного режима во избежание нарушения целостности предохранительной мембраны насоса-регулятора и может способствовать созданию отрицательного стереотипа действий в особой ситуации. Наиболее вероятно, что могла иметь место ошибка во время техобслуживания разбившегося лайнера в авиакомпании «Абакан-Авиа». При замене двигателя № 2 была допущена ошибка в значении, на которое производится калибровка включения второго каскада включателя давления ограничителя крутящего момента; данная ошибка могла привести к срабатыванию ЦЭБО при предельных крутящих моментах, не достигших ограничиваемой величины.
По данным комиссии, причиной катастрофы рейса ABG 107 стало двукратное уменьшение режима работы двигателя № 2 на взлёте, обусловленное срабатыванием системы ограничителей двигателя № 2 и вызванное (предположительно) с достижением предельных крутящих моментов или с ошибкой, вызвавшей подключение системы с выдачей ложного сигнала на уменьшение оборотов газогенератора. Срабатыванию системы по предельным крутящим моментам должно было предшествовать её подключение к работе, которое могло наступить в результате внештатного подключения блока ограничителей при выключенных автоматах защиты аппаратуры аварийной защиты по снижению расхода теплоносителя в раздаточных групповых коллекторах (АЗРГК) ЦЭБО или при выполнении взлёта с включенными АЗРГК ЦЭБО.
Проявлению отказа на рейса ABG 107 могли способствовать недостатки в деятельности персонала авиакомпании «Абакан-Авиа»:
- необоснованное выполнение экипажем взлёта на перегруженном самолёте после фактического его прерывания без выявления и устранения причин первоначального уменьшения режима работы двигателя № 2 на разбеге по ВПП;
- превышение предельно-допустимого значения взлётной массы самолёта из-за допущенных экипажем и персоналом аэропорта Красноярска нарушений установленных требований нормативных документов[2][3].